# Ablabesmyia cinctipes
Ablabesmyia cinctipes es una especie de insecto díptero. Fue descrito por primera vez en 1946 por Oskar Augustus Johannsen. 
Pertenece al género Ablabesmyia, familia Chironomidae.

## Distribución
Se distribuye desde California a Nuevo México; Carolina del Sur, Florida, Belice, Guatemala e Indias Occidentales
.